# Pulverturm (Mainz)

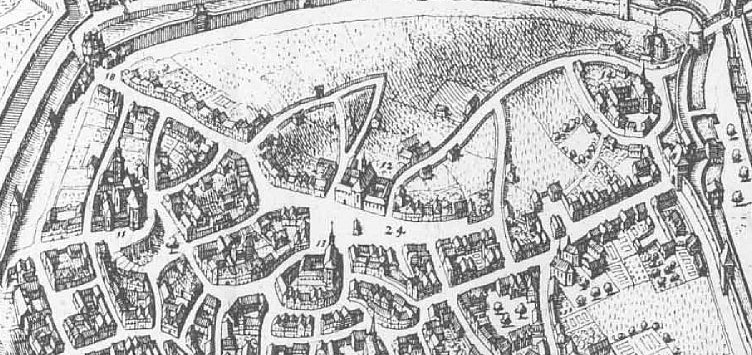
Detailausschnitt aus Matthäus Merian dem Jüngeren, 1655. Pulverturm links oben (18)

Der Pulverturm in Mainz war der in den letzten ca. 50 Jahren seiner Existenz als Pulverturm genutzte Martinsturm der Festung Mainz. Besondere Bekanntheit erhielt er durch die Pulverturmexplosion am Nachmittag des 18. November 1857.

## Geschichte

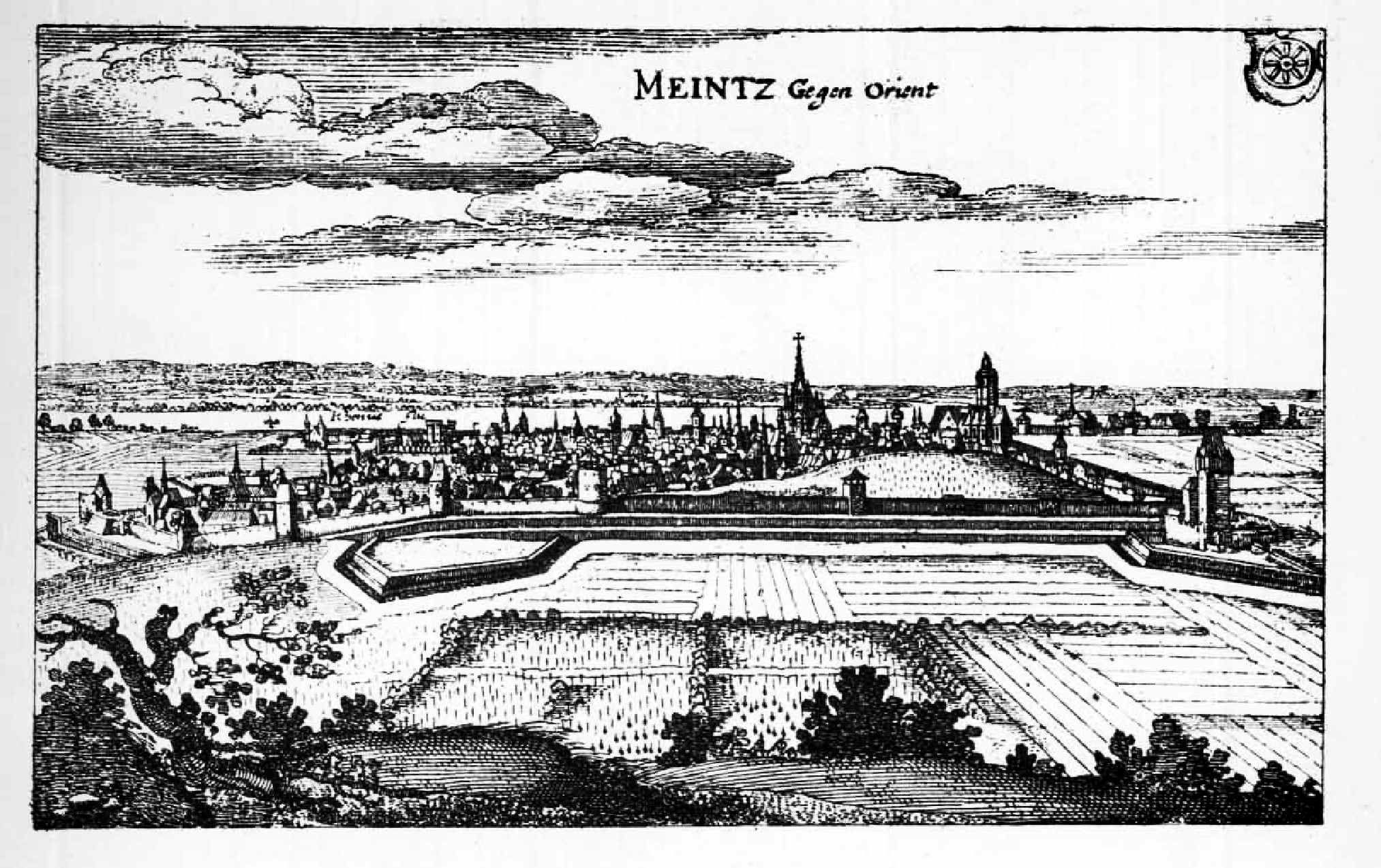
Mainz gegen Orient, 1646. Pulverturm hinter der Gaupforte rechts

Der Martinsturm stammte aus dem Mittelalter und war der äußere Gautorturm; ursprünglich hieß er äußere Gaupforte. Als um 1660–1670 unter Johann Philipp von Schönborn die Martinsbastion Teil der zusammenhängenden Festung der Stadt Mainz wurde und die beiden anderen Gaupforten niedergelegt wurden, blieb die äußere Gaupforte als Martinsturm erhalten. Das Gebäude wurde als Stockhaus, also als Militärarresthaus genutzt. Das nach 1670 errichtete und 1896 niedergelegte Gautor ersetzte die alten Gaupforten.

## Pulverturmexplosion

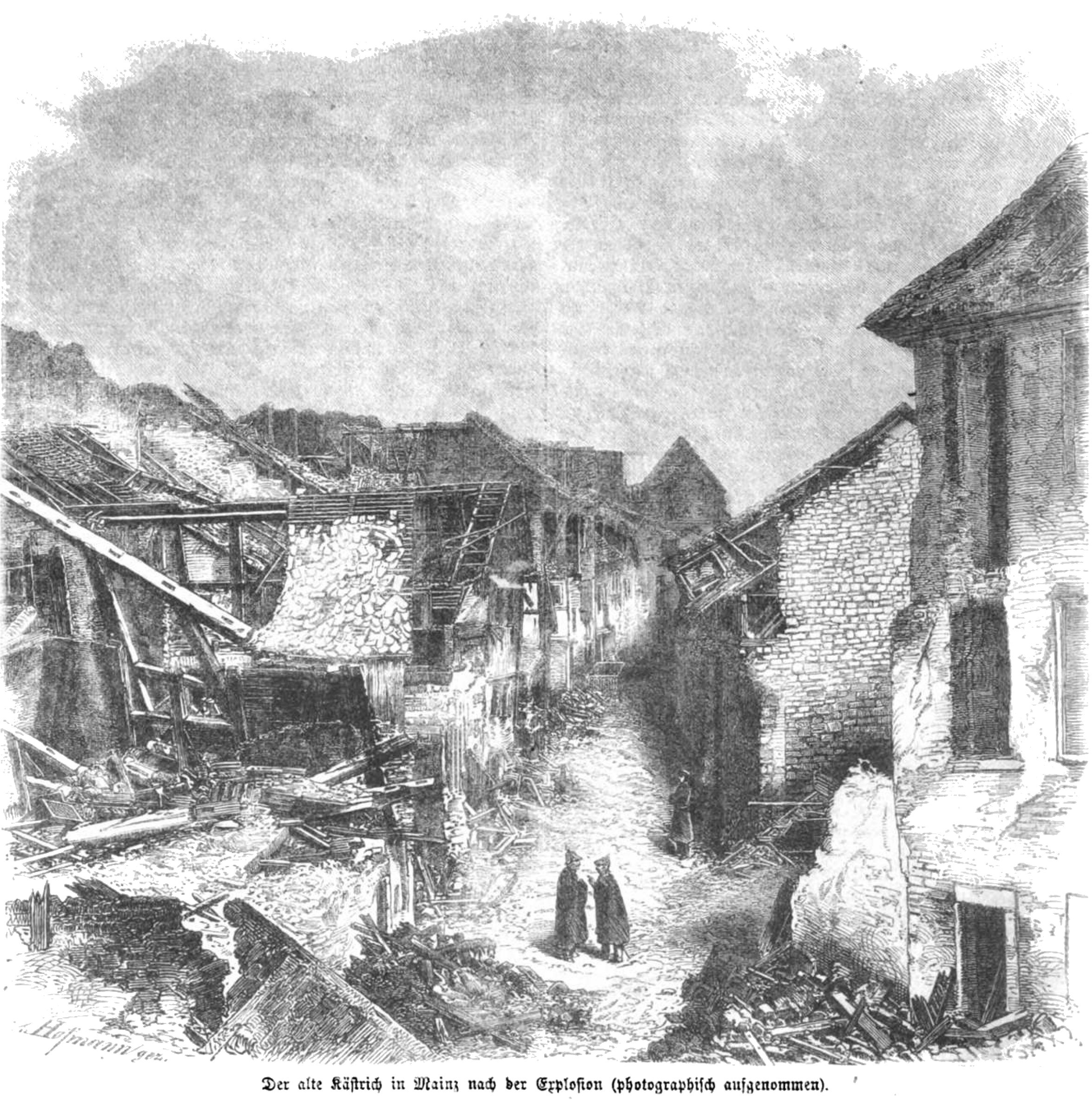
Die Zerstörungen im Kästrich (1857).

Seit dem 19. Jahrhundert wurde der Martinsturm als Pulvermagazin genutzt, bis er am Mittwoch, dem 18. November 1857, um 14:45 Uhr explodierte. Zu diesem Zeitpunkt lagerten 208 Zentner Zündhütchen und über 600 Leuchtkugeln in dem Magazin. 57 Häuser am Kästrich wurden zerstört; an weiteren 64 Gebäuden und an den Festungswerken entstand großer Sachschaden. Die in der Nähe befindliche Stephanskirche wurde ebenfalls schwer beschädigt. Sie war eine Art Schutzschild für Teile der Stadt, weil sie die Druckwelle ablenkte. Die Druckwelle zerstörte Fenster im Mainzer Dom und in der Quintinskirche. Steine flogen bis in den Rhein und zur Bauhofstraße. Ein Giebelstein von 1366 Pfund flog bis zum Ballplatz. Die gesamte Wachmannschaft der Torwache (34er) vor dem Gautor wurde getötet; im Festungsgraben exerzierende Soldaten der preußischen Garde-Feldartillerie wurden ebenfalls getötet oder verwundet. Insgesamt starben mindestens 157 Menschen, die Anzahl der getöteten Österreicher blieb Militärgeheimnis.
Trotz dieser weitreichenden Schäden hatten Festung und Stadt Glück im Unglück, denn wenige Tage vorher waren noch rund 700 Zentner Munition in dem Depot gelagert. Die Ursache der Explosion, die man einem Racheakt eines österreichischen Korporals zuschrieb, konnte nie aufgeklärt werden.
Für diesen Tag war ein Turnfest des österreichischen Offizierskorps geplant, wozu außer der gesamten Garnison auch der Großherzog Ludwig III., der Herzog von Nassau Adolf I. und der Landgraf Ferdinand von Hessen-Homburg eingeladen waren. Nur wegen einer kurzfristigen Absage dieses Festes entgingen die Fürsten dem Unglück.
Die Festungsbesatzung verhinderte erfolgreich eine Kettenreaktion der verbundenen Pulverlager, indem die Minengänge nahe dem Martinsturm, in denen ebenfalls Munition lagerte, unter Wasser gesetzt wurden. Insgesamt lagerten damals 12.000 Zentner Munition in der Stadt. Das Katastrophengebiet wurde am nächsten Tag von Garnisonstruppen abgesperrt, weil sich ein reger Katastrophentourismus entwickelte. Die Belegung der Garnison bestand damals aus dem 39. Infanterieregiment unter Alfred Ludwig Freiherr von Degenfeld, dem 34. und 37. Infanterie-Regiment sowie den Deutzer Kürassieren und den Windischgrätz-Dragonern.

## Spätere Nutzung
Kreisbaumeister Ignaz Opfermann nahm die erforderlichen Wiederaufbaumaßnahmen zum Anlass einer umfassenden Bauplanung des Kästrichbereiches und der Kupferbergterrasse.
Im Oktober 1933 wurde das Gebäude am Pulverturm 13 für die „Staatsschule für Kunst und Handwerk“ errichtet. 
Nach dem Zweiten Weltkrieg diente dieses Gebäude als behelfsmäßiges Theater, als Konzertsaal und bis zur Eröffnung des Rathauses 1974 als Sitz der Stadtverwaltung. In dieser Zeit meinte man in Mainz mit „dem Pulverturm“ dieses Gebäude. Es beherbergt seitdem verschiedene Verwaltungseinrichtungen, das Tumorzentrum Rheinland-Pfalz und einige Institute der Universität. Einige Parkplätze befinden sich in den alten Wallanlagen der Festung.

## Denkmäler

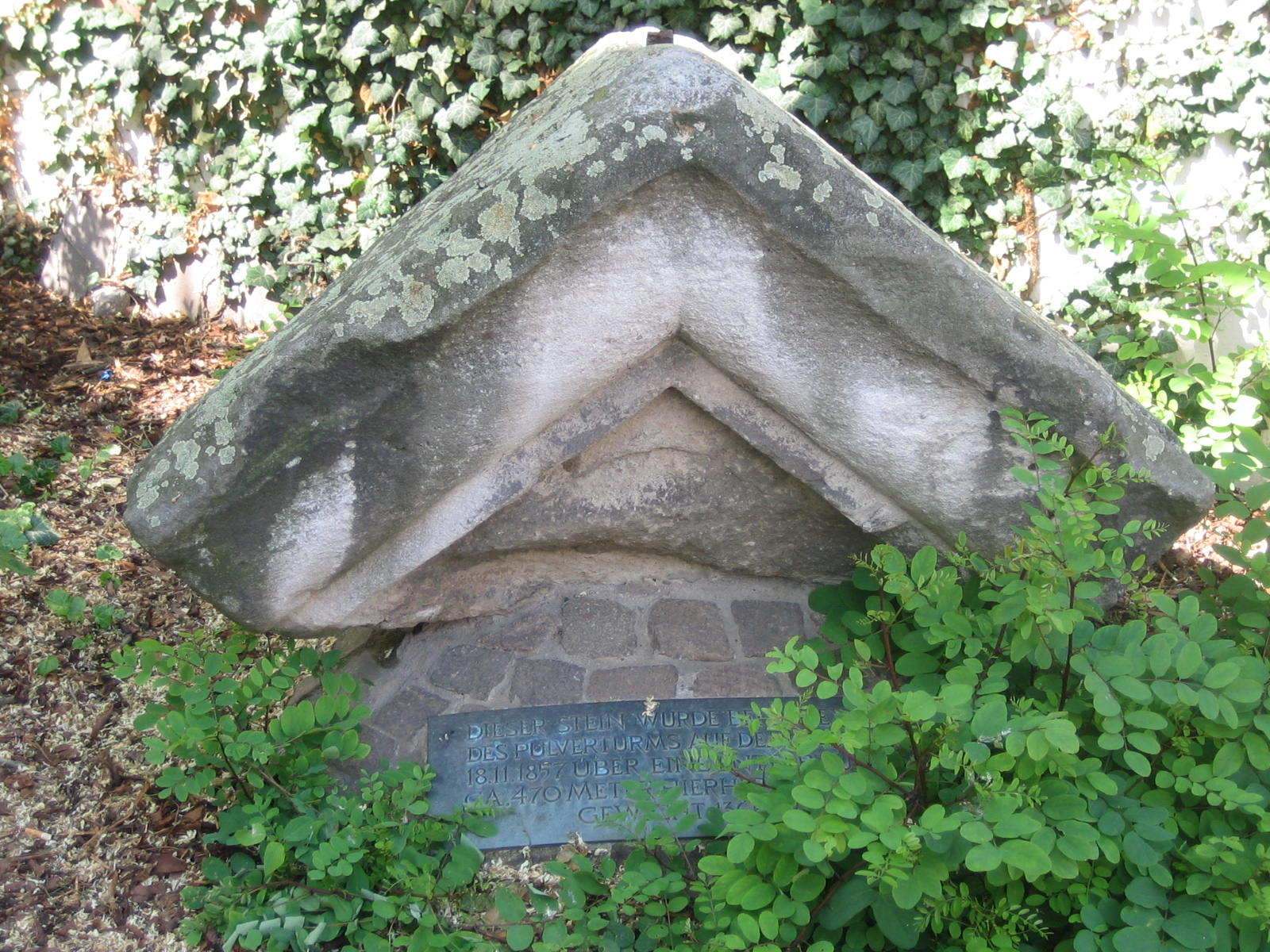
Giebelstein vom Pulverturm (Mainz)

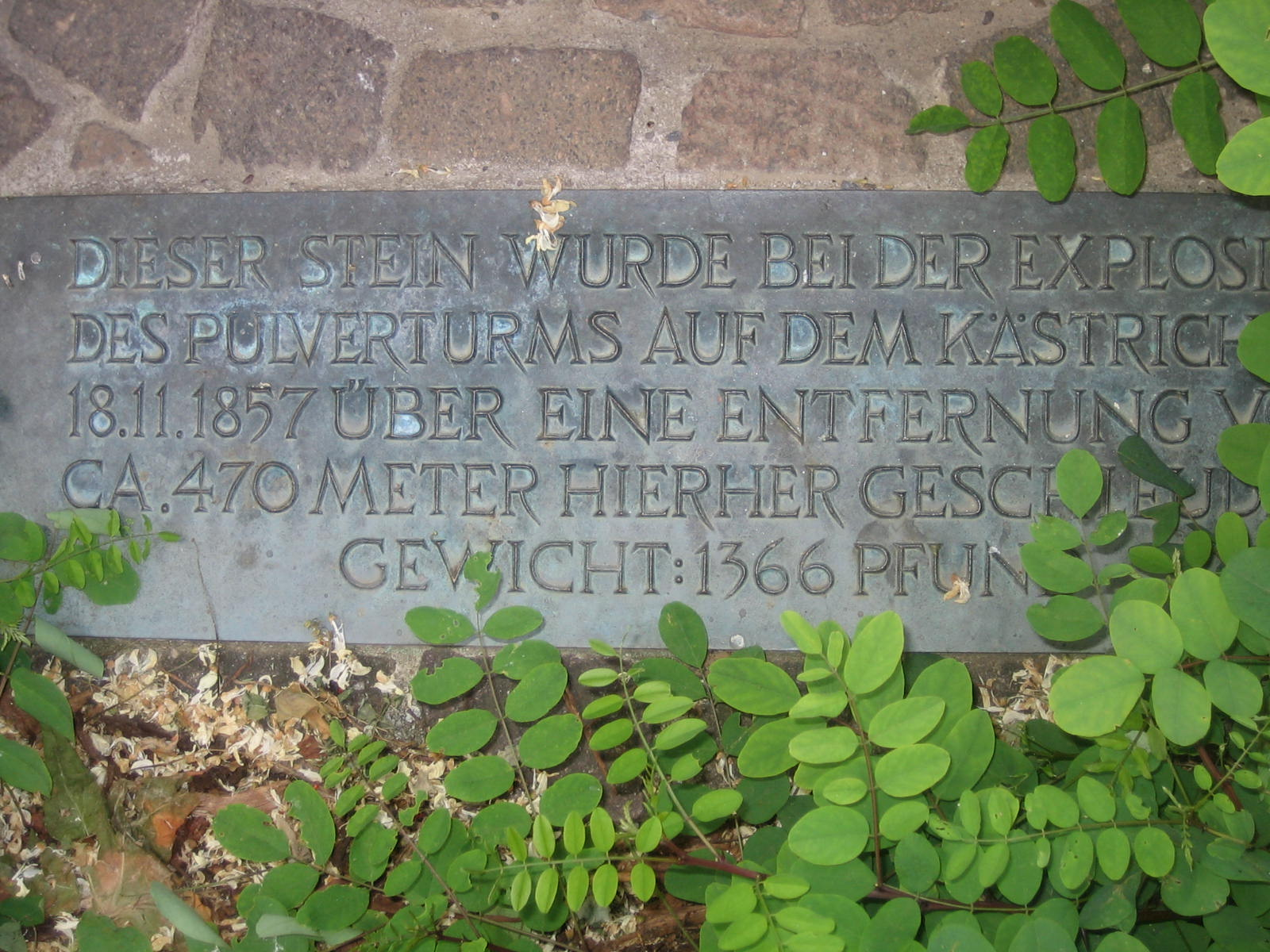
Beschreibung des Ecksteins

- Denkmal zum Gedächtnis an die Explosion des Pulverturms, Mainzer Hauptfriedhof
- Giebelstein vom Pulverturm, Ballplatz (683 kg, war bei der Pulverturmexplosion 1857 470 Meter bis dorthin geschleudert worden)
- Die Straße, in der der Turm stand, heißt bis heute „Am Pulverturm“

## Verweise

### Weitere Schwarzpulverexplosionsunglücke
- Delfter Donnerschlag
- Bremer Pulvertürme
- Wismarer Pulverturm (1699)